# Forges (Bradascou)
Der Forges ist ein Fluss in Frankreich, der in der Region Nouvelle-Aquitaine verläuft. Er entspringt unter dem Namen Ruisseau de Piquette im östlichen Gemeindegebiet von La Porcherie, entwässert generell in südlicher Richtung und mündet nach rund 22 Kilometern an der Gemeindegrenze von Uzerche und Condat-sur-Ganaveix als rechter Nebenfluss in den Bradascou. Auf seinem Weg durchquert der Forges die Départements Haute-Vienne und Corrèze. Auf einem Großteil seines Weges wird der Fluss von der Bahnstrecke Les Aubrais-Orléans–Montauban-Ville-Bourbon begleitet.

## Orte am Fluss
(Reihenfolge in Fließrichtung)
- Cirat, Gemeinde La Porcherie
- Piquette, Gemeinde La Porcherie
- Les Bertranges, Gemeinde Masseret
- Roumailhac, Gemeinde Lamongerie
- Salon-la-Tour
- Vernéjoux, Gemeinde Condat-sur-Ganaveix
- Le Pouyau, Gemeinde Condat-sur-Ganaveix
- Les Chabannes, Gemeinde Uzerche